# 2000 허셜
소행성 2000 허셜 (임시 명칭 1960 OA)는 직경이 약 16 km이고 소행성대의 내부 영역에서 암석질의 포카이아(Phocaea) 소행성으로 저속으로 자전하며 텀블링하는 천체이다. 1960년 7월 29일 독일 동부의 존네베르크 천문대에서 독일 천문학자 요아힘 슈바르트에 의해 발견되었다. 이 S형 소행성은 자전 주기가 130시간으로 길고, 천문학자 윌리엄 허셜의 이름을 따서 명명되었다.

## 궤도 및 분류
소행성 허셜은 약 2,000개에 달하는 것으로 알려진 구성원을 가지는 암석질 소행성 족인 포카이아 소행성족 ( 701 ) :23의 일원이다. 이 소행성은 1.7–3.1 AU의 거리에서 주 소행성대의 안쪽 궤도에서 3년 8개월에 한 번(1,341일, 장반경 2.38 AU) 태양을 공전한다. 궤도의 이심률은 0.30이고 황도에 대해 23 ° 기울어져 있다. 이 소행성은 1934년 요하네스버그 천문대에서 1934 NX 로 처음 관측된 것으로 확인되었는데, 이로써 존네베르크 천문대에서 공식적으로 발견된 관측보다 26년 더 천체의 관측 호(observation arc)가 확장되었다.
상대적으로 큰 궤도 이심률로 인해 소행성의 궤도가 화성의 궤도에 근접하게 되며, 이는 결국 행성과 충돌할 가능성이 있음을 의미하고 충돌 확률은 10억 궤도당 18%로 추정된다.

## 명명
이 소행성은 자신이 '조지의 별'(Georgium Sidus, 즉 천왕성 )로 부르던 천체를 발견한 독일 출신의 영국 천문학자인 윌리엄 허셜 (1738–1822)의 이름을 따서 명명되었다. 공식적인 명명은 1977년 10월 15일 소행성 센터 ( M.P.C. 4237 )에 의해 발표되었다.  소행성 번호 "1000"인 소행성인 1000 피아치아가 최초의 소행성 발견자 주세페 피아치를 기리는 것과 마찬가지로, 소행성 번호 "2000"은 망원경식 주요 행성의 최초 발견자인 허셜에게 경의를 표하고 있다.  이 소행성은 아래와 같이 저명한 과학자나 기관에 헌정된 초기 "몇천번의 번호"를 갖는 소행성 중의 하나이다.
- 1000 피아치아, 세레스의 발견자인 주세페 피아치의 이름을 땀
- 2000 허셜, 천왕성을 발견한 윌리엄 허셜을 기념
- 3000 레오나르도, 르네상스 시대 이탈리아의 박식가 레오나르도 다빈치를 기념
- 4000 히파르코스, 고대 그리스 천문학자 히파르코스를 기념

이러한 나열은 소행성 5000 IAU ( International Astronomical Union ), 6000 UN ( UN ), 7000 큐리 (방사능 선구자 Marie 와 Pierre Curie ), 8000 아이작 뉴턴 ( 아이작 뉴턴 )으로 계속되며, 9000 할 ( 2001: A Space Odyssey 의 HAL 9000을 본따서) 및 10000 미리오스토스 (모든 천문학자를 기리기 위하여 그리스어 단어 10,000분의 1을 따름)는 직접적인 숫자 일치에 따라 이름이 지정되었다.

## 물리적 특성
톨런 소행성 분광형에서 소행성 허셜은 일반적인 S형 소행성이다.

### 저속 회전체 및 텀블러
이 물체에 대한 광곡선의 분석은 그것이 주축이 아닌 축에 대한 회전이 발생하면서 텀블링을 하고 있음을 보여준다. 광곡선 분석은 1.16±0.05 크기 ( U=2 )의 높은 밝기 변동으로 130±3 시간의 자전 주기를 제공했다.   이것은 저속의 회전체를 의미한다.

### 지름과 반사율
Collaborative Asteroid Lightcurve Link에서는 돌이 많은 소행성의 표준 반사율(알비도)를 0.20으로 가정하여 절대 등급 11.25를 기준으로 직경을 16.71km로 계산한다. 일본의 아카리 위성과 NASA 광역 적외선 조사 탐사선의 NEOWISE 미션에서 수행한 조사에 따르면 소행성 허셜의 직경은 14.768~17.385km이며 표면의 반사율은 0.1870~0.256이다.

## 같이 보기
- 20000 바루나